# 万雷の歓呼
『万雷の歓呼』(ばんらいのかんこ Thousands Cheer) は、1943年のアメリカ合衆国のミュージカル・コメディ映画。
ジョージ・シドニーが監督し、メトロ・ゴールドウィン・メイヤーからリリースされた。
第二次世界大戦が最高潮であった時期にアメリカ軍およびその家族の士気を高めるために制作された。

## 概要
本作は基本的に二部構成となっている。前半は、空軍を希望するが陸軍に配属される空中曲芸師エディ(ジーン・ケリー)のロマンティック・コメディである。
訓練期間中、エディは部隊長の娘であるキャスリン(キャスリン・グレイソン)に恋する。キャスリンは軍隊への慰問を行なうため、歌手としてのキャリアを中断している。この時代のこの類の他の映画と異なり、キャスリンのキャラクターは赤ん坊の時に両親が離婚して以来初めて父親と会う。キャスリンは父ビル(ジョン・ボールズ)と母ヒラリー(メアリー・アスター)をなんとかして復縁させようとする。グレイソンは複数の楽曲を歌い、ケリーは最もよく知られる振付の1つであるモップを相手役に見立てるダンスを披露している。
後半は、MGMの多くのミュージカル・スターおよびコメディ・スターが出演する慰問ショーを中心としている。前半のストーリーは事実上破棄され、ミッキー・ルーニーが司会を務め、ケリーとグレイソン以外の出演者全員が本人役としてコメディ、歌、ダンスを披露する。

## キャスト
- キャスリン・ジョーンズ：キャスリン・グレイソン
- エディー・マーシュ上等兵：ジーン・ケリー
- ヒラリー・ジョーンズ：メアリー・アスター
- ビル・ジョーンズ大佐：ジョン・ボールズ
- チャック・ポランスキー：ベン・ブルー
- マリー・コービノ：フランセス・ラファティ
- ヘレン・コービノ：メアリー・エリオット
- コスラック軍曹：フランク・ジェンクス
- アラン：フランク・サリー
- フレッド・エイヴリー大佐：ディック・シモンズ
- サイレント・モンク：ベン・レッシー
- 第二看護士：サラ・ヘイデン

## ゲスト出演
後半のショーでのゲスト出演者: ジュディ・ガーランド, レナ・ホーン, レッド・スケルトン, アン・サザーン, ルシル・ボール, フランク・モーガン, ヴァージニア・オブライアン, エレノア・パウエル, マリリン・マックスウェル, ジューン・アリソン, グロリア・デ・ヘイヴン, ドナ・リード, マーガレット・オブライエン, ケイ・カイザー・オーケストラ他
ピアニスト兼指揮者のホセ・イトゥルビが前後編双方に出演している。イトゥルビにとって映画初出演で、以降複数のMGMミュージカルに出演することとなった。

## 使用楽曲
- Let Me Call You Sweetheart - ジーン・ケリーとモップのダンス
- ハニーサックル・ローズ Honeysuckle Rose - レナ・ホーン、ベニー・カーター&バンド
- エレノア・パウエルによるソロ・タップダンス - パウエルにとってカラー映画初出演であり、以降『Duchess of Idaho』(1950)まで映画出演はない。
- I Dug a Ditch in Wichita/Should I? - ケイ・カイザー・オーケストラ
- The Joint is Really Jumpin' in Carnegie Hall - ジュディ・ガーランド歌唱、ホセ・イトゥルビ ピアノ演奏、ロジャー・イーデンス作曲
- フランツ・リスト ラプソディ11番 - グレイソンの電話のシーン。イトゥルビが演奏
- I Dug a Ditch in Wichita - 兵士の視点から、本作のテーマ曲として様々なアレンジで複数回流れる。クライマックスではケイ・カイザーの指揮により複数のパフォーマーが歌唱して4分半におよぶ演奏が行なわれる。他の楽曲Would I?からの引用も含まれる。別のバージョンでグレイソンは役柄と外れた大袈裟なカウボーイ訛りで歌い、インストゥルメンタル版でケリーはモップをパートナーとして踊る。
- United Nations on the March - 前半のストーリーの短い続きが再開し決着した後、国連合唱団の国際的な男声コーラスと共にグレイソンが世界平和を歌唱して終幕する。この曲は国際連合の政治団体設立の2年前、1942年1月1日の連合国共同宣言より前にさかのぼる。ドミートリイ・ショスタコーヴィチが作曲したソビエト連邦の映画『Counterplan』(1932)のテーマ曲「Song of the Counterplan」を使用しているが、英語の歌詞はロシア語の歌詞の訳ではない。Lenta.ruなどロシアの大手メディアにおいて、英題『United Nations on the March』から誤ってショスタコーヴィチが国連公式曲を作曲したと伝えることがある。

## 評価
MGMの記録によると、アメリカとカナダで$3,751,000、それ以外で$2,135,000の興行収入があり、$2,228,000の利益となった。

## 受賞歴
アカデミー賞において、撮影賞、作曲賞、美術賞(セドリック・ギボンズ、ダニエル・カスカード、エドウィン・B・ウィリス、ジャック・マースロー)の3部門にノミネートされた。
2004年、アメリカン・フィルム・インスティチュートにより楽曲「ハニーサックル・ローズ」がアメリカ映画主題歌ベスト100にノミネートされた。